# Идриса Геј
Идриса Гана Геј (енгл. Idrissa Gana Gueye; Дакар, 26. септембар 1989) професионални је сенегалски фудбалер који тренутно игра у енглеској Премијер лиги за Евертон и репрезентацију Сенегала на позицији задњег везног.

## Највећи успеси

### Клупски
Лил
- Лига 1 (1) : 2010/11.
- Куп Француске (1) : 2010/11.

Париз Сен Жермен
- Лига 1 (2) : 2019/20, 2021/22.
- Куп Француске (2) : 2019/20, 2020/21.
- Лига куп Француске (1) : 2019/20.
- Суперкуп Француске (1) : 2022.
- Лига шампиона : финале 2019/20.

### Репрезентација
Сенегал
- Афрички куп нација (1) : 2021; финале 2019.